# Fortsenal
Le fortsenal (ou kiai) est une langue océanienne parlée au Vanuatu par 450 locuteurs dans le centre d’Espiritu Santo. Il est proche de l’akei.